# 愛知県道165号春日小牧線
愛知県道165号春日小牧線（あいちけんどう165ごう はるひこまきせん）は、愛知県清須市春日から同県小牧市に至る一般県道である。

## 概要

### 路線データ
愛知県法規集に基づく起終点および経過地は次のとおり。
- 起点：清須市春日（清須市春日新田）
- 終点：小牧市（外堀二丁目交差点＝愛知県道25号春日井一宮線交点）
- 重要な経過地：北名古屋市

## 歴史
- 1959年（昭和34年）12月15日
愛知県が県道春日小牧線として認定[1]。

## 地理

### 通過する自治体
- 愛知県
  - 清須市 - 北名古屋市 - 小牧市

### 交差する道路
- 愛知県道62号春日井稲沢線（沖村西交差点）
- 愛知県道161号名古屋豊山稲沢線（鍛冶ヶ一色交差点 - 北名古屋市熊之庄地内で重複）
- 愛知県道63号名古屋江南線（名草線）（徳重交差点 - 徳重南交差点で重複）
- 愛知県道451号名古屋外環状線（熊之庄交差点）
- 愛知県道158号小口名古屋線（六多橋交差点）
- 愛知県道166号小牧岩倉一宮線（多気中町交差点）
- 国道41号（名濃バイパス）（下小針中島2丁目南交差点）
- 愛知県道166号小牧岩倉一宮線（小牧市下小針天神3丁目地内）
- 愛知県道25号春日井一宮線（外堀2丁目交差点）

### 沿線
- 北名古屋市立白木中学校
- 北名古屋市立白木小学校
- 名鉄犬山線徳重・名古屋芸大駅
- 名古屋芸術大学
- 愛知県道515号高速名古屋小牧線（名古屋高速11号小牧線）小牧南出口